# Benedikt XII.
Benedikt XII., rođen kao Jacques Fournier (Saverdun, Toulouse, o. 1280. – Avignon, 24. travnja 1342.), francuski svećenik, papa od 20. prosinca 1334. do 24. travnja 1342. godine; treći od avignonskih papa.
U mladosti je bio cistertinski redovnik. Studirao je teologiju na pariškom sveučilištu, da bi potom bio imenovan opatom Fontfroidea. Godine 1317. zaređen je za biskupa Palmeirsa, a 18. prosinca 1327. papa Ivan XXII. imenovao ga je kardinalom.
Nakon ustoličenja nastojao je vratiti papinsku rezidenciju u Rim, pa je naložio obnovu bazilike sv. Petra i Laterana. Međutim, pod pritiskom kardinala morao je odustati od te namjere i ostati u Avignonu gdje je dao izgraditi masivni papinski dvorac.